# Amphinema modernisme
Amphinema modernisme är en nässeldjursart som beskrevs av Bouillon, Gili, Pages och Isla 2000. Amphinema modernisme ingår i släktet Amphinema och familjen Pandeidae.
Artens utbredningsområde är Södra Ishavet. Inga underarter finns listade i Catalogue of Life.